# Eindhout
Eindhout est une section de la commune belge de Laakdal située en Région flamande dans la province d'Anvers.
Anciennement Eynthout.